# Chrysophyllum africanum
Chrysophyllum africanum – gatunek drzew należących do rodziny sączyńcowatych. Występuje w  strefie tropikalnej Afryki.